# Forcipomyia annandalei
Forcipomyia annandalei är en tvåvingeart som beskrevs av Edwards 1932. Forcipomyia annandalei ingår i släktet Forcipomyia och familjen svidknott. Inga underarter finns listade i Catalogue of Life.